# 金田村 (滋賀県)
金田村（かなだむら）は、滋賀県蒲生郡にあった村。現在の近江八幡市中心部の東方、近江八幡駅の東側周辺にあたる。

## 地理
- 河川：蛇砂川

## 歴史
- 1889年（明治22年）4月1日 - 町村制の施行により、金剛寺村・西本郷村・鷹飼村・上田村・杉森村・長田村・西庄村・浅小井村の区域をもって発足。
- 1954年（昭和29年）3月31日 - 八幡町・岡山村・桐原村・馬淵村が合併して近江八幡市が発足。同日金田村廃止。

## 交通

### 鉄道路線
- 日本国有鉄道
  - 東海道本線
    - 近江八幡駅
- 近江鉄道
  - 八日市線
    - 近江八幡駅

現在は旧村域を東海道新幹線が通過するが、当時は未開通。

### 道路
- 国道8号